# Tabata Teruki
Tabata Teruki (Kagosima prefektúra, 1979. április 16. –) japán labdarúgó.

## Strandlabdarúgó-világbajnokság
A japán válogatott tagjaként részt vett a 2007-es, a 2008-as, a 2009-es, a 2011-es, a 2013-as, a 2015-ös és a 2017-es FIFA strandlabdarúgó-világbajnokságon.